# John Williams (arqueiro)
John Chester Williams, (Cranesville, 12 de setembro de 1953) é um arqueiro estadunidense, campeão olímpico e mundial.

## Carreira
John Chester Williams foi o primeiro arqueiro a ganhar a modalidade no individual nos Jogos Olímpicos, quando o evento retornou em 1972. 